# Bom Jesus (Paraíba)
Bom Jesus è un comune del Brasile nello Stato del Paraíba, parte della mesoregione del Sertão Paraibano e della microregione di Cajazeiras.